# 小行星8075
小行星8075（英語：8075 Roero）是一颗围绕太阳公转的小行星。1985年8月14日，愛德華·鮑威爾在可可尼诺县发现了此天体。
这颗小行星的绝对星等为216.1163451233994等。